# Massimo Coppola
Massimo Coppola (Salerno, 6 giugno 1972) è un autore televisivo, editore, regista, sceneggiatore, conduttore televisivo e scrittore italiano.

## Biografia
Si laurea con lode con una tesi in filosofia della scienza (1999) alla Facoltà di Filosofia dell'Università Statale di Milano. Inizia il dottorato (in Scienze Cognitive) all'Università di Torino, ma dopo due anni lascia gli studi per intraprendere la carriera di regista di documentari e conduttore televisivo per MTV Italia.
Nel 2004 fonda a Milano, con Luca Formenton e Giacomo Papi, la casa editrice ISBN Edizioni, in cui riveste la carica di direttore editoriale. La casa editrice è dichiarata fallita nel 2015.
Insieme con Alberto Piccinini e Luciana Bianciardi ha curato la pubblicazione dei due volumi L'Antimeridiano, che raccolgono le opere complete dello scrittore Luciano Bianciardi, sul quale ha poi realizzato anche un documentario intitolato Bianciardi! nel 2007.
Fa parte di un gruppo di ricerca artistica con il quale ha realizzato diverse installazioni audiovisive in presa diretta (tra le quali "Musica per divano preparato" presso la Galleria d'arte Contemporanea di Trento e poi presso ASSAB ONE Milano, 2003).
Nel 2010 presenta alla 67ª edizione del Festival di Venezia il suo primo lungometraggio Hai paura del buio e attualmente vive a Milano.
È stato direttore di Rolling Stone Italia dal 16 febbraio 2015 al 17 marzo 2016, dopo aver dato le dimissioni è stato nominato Consulente per le Strategie Editoriali presso la Direzione Generale RAI.

## Filmografia

### Attore
- Lavorare con lentezza, regia di Guido Chiesa (2004)
- Gioco pericoloso, regia di Lucio Pellegrini (2025)

### Regista
- La regola del contemporaneamente (2003)
- Politica zero (2006)
- Solomons (2006)
- Bianciardi! (2007)
- Parafernalia (2008)
- Hai paura del buio (2010)
- Romeo e Giulietta (2015)

### Autore e conduttore televisivo
- Brand:New (2000-2003 MTV)
- Pavlov (2003-2004 MTV)
- Avere Ventanni (2004-2006 MTV e 2007 LA7)
- Cocktail d'amore (2001-2003 Rai 2)
- Masterpiece (2013 Rai 3)

## Radio
- 99 alle 9, Rai Radio 2, 1997-2000
- Hit Parade, Rai Radio 2, con Petra Loreggian, 1998

## Opere letterarie

### Saggi
- Nove domande sulla coscienza, McGraw-Hill, 2000
- Brand:new, minimum fax, 2002
- Atlante illustrato del calcio '80, ISBN Edizioni, 2010 (con Alberto Piccinini)
- Atlante illustrato della TV '80-94. Dalla nascita di Canale 5 alla fine della Prima Repubblica (con Alberto Piccinini), ISBN Edizioni, 2011
- Tenniste. Una galleria sentimentale, ISBN Edizioni, 2012

### Romanzi
- Un piccolo buio, Bompiani, 2019